# Sword of Mana
 (mars 2020).
Si vous disposez d'ouvrages ou d'articles de référence ou si vous connaissez des sites web de qualité traitant du thème abordé ici, merci de compléter l'article en donnant les références utiles à sa vérifiabilité et en les liant à la section « Notes et références ».
Sword of Mana (新約 聖剣伝説) est un jeu vidéo de type action-RPG développé par le studio tokyoite Brownie Brown pour les éditeurs Square Enix et Nintendo. Il s'agit d'un remake de Mystic Quest, le premier jeu de la série Seiken Densetsu ou Mana. Le jeu est édité sur Game Boy Advance en 2003 au Japon et aux États-Unis puis en 2004 en Europe.

## Histoire
Il y a très longtemps la déesse Mana décida de se changer en arbre pour protéger toute vie et pour garder un œil sur le monde. Longtemps après, alors que la déesse avait sombré dans l'oubli, un homme, Vandole, entra dans le sanctuaire Mana, là où se trouvait l'arbre. Il décida de se servir de l'arbre pour créer une grande civilisation. Mais cet homme devint mauvais et plia le monde à sa volonté. Trois guerriers, Granz, Bogard et Gemme refusèrent de perdre l'espoir et la liberté. Ils luttèrent contre Vandole à l’aide de l’épée Mana et du grand sage Cibba. Après de nombreuses batailles, ils vainquirent Vandole. Le pouvoir Mana fut rendu à l’arbre. Granz dirigea alors le royaume. Quelques années plus tard, son fils, le prince Strall (surnommé le Chevalier Noir) voulut faire en sorte que le peuple arrête de dépendre du pouvoir Mana en décrétant que les membres de la tribu Mana étaient des hérétiques, car selon lui, le pouvoir Mana avait été à l'origine de la perversion de Vandole.

## Personnages

### Personnages principaux
Le joueur choisit au début du jeu de suivre l'aventure du héros ou de l'héroïne:
Le héros : Il est le fils d'Hermann, consul de Granz. Ses parents furent assassinés par le fils du seigneur, le prince Strall, surnommé « Chevalier Noir ». Sa mère gardait secrètement dans sa chambre une jeune fille (l'héroïne) qui avait l'âge du héros. Elle fit promettre à son fils de prendre soin de la jeune fille. En s'enfuyant du royaume, le héros tomba par terre, la fille voulu le faire se relever, mais le héros lui dit de partir, sans lui. Dix ans plus tard, le héros partage sa cellule de prison avec Willy et Amanda et est devenu gladiateur. Sa vie consiste alors à combattre des monstres chaque jour et distraire la foule. Il se sent responsable de n'être pas rester avec la jeune fille, pour la protéger comme le lui avait fait promettre sa mère… Willy a un plan s'échapper en passant par la cage du monstre qu'il allait combattre. Le héros veut à tout prix se venger du Chevalier Noir et la grande aventure commence pour venger la mort de ses parents.
L'héroïne : L'autre protagoniste du jeu est une jeune fille du clan de Mana, une tribu se disant sacrée car descendants de la Déesse Mana elle-même. Elle vit depuis ses huit ans tranquillement avec Elise, sa mère. Mais le « Chevalier Noir », le fils du seigneur Granz, voulut détruire ce bonheur qui régnait dans ce paisible village. Il décréta la Tribu Mana d'hérétique… Julius, un de ses hommes de main et ses soldats assassinèrent la plupart des habitants, d'autres furent emmenés en prison pour combattre chaque jour des monstres différents afin de survivre et distraire la foule. La jeune fille et sa mère s'enfuirent mais Elise tomba, l'héroïne ne voulait pas la laisser seule. Alors, elle lui avoua un terrible secret : elle n'était pas sa véritable mère. Elle confia la garde de sa fille adoptive à Bogard, un bon ami à elle. Pendant dix ans il s'occupa de l'héroïne et vivait tranquillement avec elle, pas très loin du village de Topple. Mais un jour, Bogard fut emmené à la Cité Sacrée de Wendel. L'aventure de cette jeune fille qui a tout perdu commencera ici et elle devra trouver sa vrai mère.

### Autres personnages-joueurs
Willy : C'est un gladiateur et compagnon de cellule du héros. Il fait partie du clan Mana et fut un ami proche de l'héroïne quand ils étaient jeunes.
Amanda : Un des compagnons de cellule du héros et sœur de Lester. C'est une jeune fille altruiste et entreprenante, qui connaîtra une fin tragique lorsque le héros et elle confronteront Médusa.
Lester : Il s'agit d'un barde à la voix apaisante, prisé par Devius. Il est le frère d'Amanda. Transformé en oiseau par Médusa, il retrouvera sa forme humaine lorsque Amanda, infectée par Médusa et vaincue par le héros boira son sang.
Bogard : Tuteur de l'héroïne, il l'élève depuis la mort de sa mère adoptive. À la fin de la partie, on apprendra qu'il était son père. Il fait partie du clan Mana et était ami avec Elise et lui a confié l'héroïne à sa naissance.
Cibba : Le sage de la Cité Sacrée de Wendel et étant très connu. C'est lui qui a enseigné les principes de Mana à Bogard, Gemme et Granz. Il a enterré la tour Dhyme afin d'empêcher que des individus comme Vandole tentent de s'emparer du pouvoir Mana.
Watts : Un nain forgeron désirant créer une arme digne de l'Épée Mana. Il accompagnera le héros dans la mine abandonnée afin de trouver du Mythril. Plus tard, il aidera le héros en lui forgeant armes et armures, il ne sera alors plus jouable mais sera toujours utile.
Marshall, le robot : Un robot qui se trouve dans la tour de Dhyme, qui sait traduire les textes anciens. Le héros devra malheureusement l'abandonner après avoir vaincu Golem, le boss de la tour.

### Personnages non-joueurs
Prince Strall dit Chevalier Noir : Il est un des fils de Granz et de Médusa. Il en veut à son père, car il pense qu'il aurait pu utiliser le pouvoir Mana pour sauver sa mère et il croit également que le pouvoir Mana est à l'origine de la perversion de l'empereur Vandole. Il a un frère du nom de Gurnda. Il est vaincu par le héros et l'héroïne et son âme est volée par Avale-Mort. Pour couper les liens avec son père, il change se fait surnommer Chevalier Noir et ne veut plus être appelée prince Strall, fils de Granz. Il est celui qui a assassiné les parents du héros.
Julius : Un des hommes de main du Chevalier Noir. Au départ, il agit en tant que conseiller de ce dernier, mais on apprend plus tard qu'il désire s'emparer du pouvoir Mana et il manipulait le Chevalier Noir. Vers la fin, on apprend également qu'il s'agit en fait du descendant et de la réincarnation de Vandole, vaincu il y a 20 ans, et que ses pouvoirs ont augmenté. Il est celui qui a détruit le village Mana.
Dévius : Le frère du Chevalier Noir. Il est le fils de Granz et de Médusa. Son vrai nom est Gurnda. Lorsque Médusa est retournée en Mavolie, il l'a accompagnée. Lorsque le héros tue Médusa, enragé il fait disparaître Bogard. Le héros le bat et son âme est volée par Avale-Mort.
Granz : Le père de Dévius et de Strall. Il est un des trois héros qui ont vaincu Vandole 20 ans avant les présents évènements. Il est surnommé le «chevalier Gemme sans épée». Il est fait prisonnier par Julius et se sert de sa propre vie pour constituer la force de ses soldats. Lorsque Médusa a dû retourner en Mavolie, il en a eu le cœur brisé. Il croit sincèrement que les Mavoles et les Humains peuvent coexister pacifiquement. Le Comte Lee est son meilleur ami.
Médusa : Une Mavole qui a brisé les lois de la Mavolie en s'unissant avec Granz. Elle est la mère de Strall et de Dévius. Lorsque trop malade elle a dû retourner en Mavolie, elle a perdu tout souvenir de Granz en guise de châtiment. Elle est retournée en compagnie de son fils Dévius, mais au son du chant de Lester, sa mémoire est revenue et elle s'est enfuie dans le désert au sud de Jadd. Le héros et Amanda ont dû l'affronter et l'ont vaincue mortellement. Avant de mourir, elle a mordu Amanda. Elle apparait dans Mystic Quest Legend, un jeu de Square reprenant divers éléments graphiques et scénaristiques issus de l'univers Squaresoft.
Isabella : Une mavole et amie d'anfance du Comte Lee qui refuse de prendre position dans les conflits. Tantôt, elle aide les héros en leur indiquant l'utilité du miroir lunaire, et à un autre moment, elle est avec le Chevalier Noir pour le protéger. Elle cherche surtout des gens puissants. Attristée par la mort du Chevalier Noir, elle explose lorsque Avale-Mort prend l'âme de ce dernier et la provoque.

Elle est un personnage secondaire de Seiken densetsu 3 et est nommée « Bigieu », « Isabella » n'est qu'un surnom qu'elle utilise.
Comte Lee : Un prince de Mavolie qui a décidé de s'établir dans le monde des Humains. Lui et Granz sont les meilleurs amis du monde et est la preuve que les Mavoles et les Humains peuvent coexister. Il a promis à Granz de protéger les filles du Clan Mana en attendant que le monde soit moins en danger, mais sa manière de protéger est mal vue par le héros et l'héroïne.
Avale-Mort : Un Mavole qui, à l'instar d'Isabella ne prend pas position durant le conflit qui oppose le Chevalier Noir aux héros. Il fait équipe avec Julius pendant un temps uniquement dans le but d'obtenir les meilleures âmes. Il prendra les âmes de Dévius et du Chevalier Noir.

Il apparait aussi dans Seiken densetsu 3 et est appelé Deathjester.
Niccolo : Un vendeur itinérant qui vend des items aux héros. Il va vendre deux items essentiels à la quête des héros à un prix vraiment bas. En lui achetant 255 objets, il donne accès à son magasin secret.
Moti : Ce personnage passionné de jigue (n'a d'ailleurs cesse d'en danser) vous vend de tout. Soit il est capable de se dupliquer, soit il a des frères jumeaux à travers tous les continents.

Les nombreux marchands de Secret of Mana et Seiken densetsu 3 lui ressemblent. Il est un personnage secondaire de Children of Mana, le tuteur du héros Ferrick.
P'tit Cactus : Compagnon discret et fort sympathique qui suivra les aventures du héros et de l'héroïne en ajoutant une touche d'innocence et d'humour dans un univers qui en a parfois vraiment besoin. On le trouve dans la serre ou il tient un journal contenant son avis sur les aventures qui lui sont contées.
Déesse Mana : Un être qui est à l'origine de ce monde, selon la légende. Elle se serait transformé en arbre géant et aurait jeté l'épée Mana pour permettre à ce monde de vivre en paix.

## Système de jeu
Dès le début de la partie, le joueur choisit soit le garçon, soit la fille, ceci éclairant une facette ou l'autre de l'histoire.
Le jeu est un action-RPG comme les précédents jeux de la série, à savoir que les combats se font en temps réel.
Le système de classe permet de combiner différents types d'évolution. Par exemple, si le joueur veut avoir la classe « magicien », il faut qu'il prenne cinq évolutions de magiciens. Puis selon les évolutions qu'il prendra à chaque niveau, il pourra devenir Sorcier, Delphes, Archimage, Devin, Magus ou Maître rune. Ce type d'évolution est possible pour d'autres types de personnages : guerrier, sage, voleur, moine et aléatoire. Ce type de choix permet de personnaliser un personnage.